# Hydromantes
Hydromantes é um género de anfíbios caudados pertencente à família Plethodontidae.

## Espécies
- Hydromantes brunus
- Hydromantes platycephalus
- Hydromantes shastae